# American Pie (Album)
American Pie ist das zweite Studioalbum des amerikanischen Liedermachers und Sängers Don McLean, das am 24. Oktober 1971 bei United Artists Records veröffentlicht wurde und die Singles American Pie und Vincent enthält.
Die im Mai und Juni 1971 bei Record Plant in New York City aufgenommene LP ist Buddy Holly gewidmet. Das Album war ein großer Erfolg und wurde später in die musikalische Anthologie 1001 Albums You Must Hear Before You Die aufgenommen.

## Hintergrund
American Pie ist McLeans zweites Album; sein erstes, Tapestry, wurde 1970 mit nur mäßigem kommerziellem Erfolg veröffentlicht. McLean war ein Protegé von Pete Seeger, mit dem er in den 1960er Jahren gespielt hatte. Das Album American Pie war als einheitliches Werk gedacht, über das McLean sagte, dass er von dem Sgt.-Pepper’s-Lonely-Hearts-Club-Band-Album der Beatles beeinflusst war und sich American Pie als ein ähnliches Album vorstellte.
In der Überzeugung, dass das Werk eines Künstlers für sich allein stehen sollte, gab McLean im Allgemeinen keine Erklärungen für die Themen oder die Bedeutung seiner Arbeit ab, obwohl er den Titelsong als „ein Gefühl des Verlustes“ beschrieb.
Das Album hat eine melancholische Stimmung und eher spärliche Arrangements.

## Entstehung
Der Produzent Ed Freeman, entschied sich, versierte Musiker einzusetzen und keine Studiomusiker, weil er das Gefühl einer „Band, die wirklich kocht“ einfangen wollte, er mietete ein Studio an und sie probten den Titelsong zwei Wochen lang, bevor sie ihn aufnahmen.
Die Original-Innenhülle von United Artists Records enthielt ein von McLean verfasstes Gedicht mit freien Versen über den Schauspieler William Boyd, bekannt für seine Rolle als der Cowboy Hopalong Cassidy, zusammen mit einem Bild von Boyd in voller Hopalong-Kleidung.

## Wiederveröffentlichung
Das Album wurde 1980 ohne das Lied Sister Fatima wiederveröffentlicht und am 27. Juni 2003 mit dem wiederhergestellten Titel und zwei zusätzlichen Bonustracks abermals veröffentlicht.

## Sonstiges
Obwohl die einzelnen Chorsänger nie öffentlich genannt wurden, hat der Produzent des Albums, Ed Freeman, behauptet, dass der Chor auch aus Pete Seeger, James Taylor, Livingston Taylor und Carly Simon bestand.
Auf der Originalveröffentlichung ist der Titel des Liedes Sister Fatima falsch geschrieben: „Sister Faima“.
Das Album erreichte innerhalb von zwei Wochen nach seiner Veröffentlichung Platz 1 in den USA, wurde innerhalb von sechs Monaten mit Gold ausgezeichnet und hielt sich fast ein Jahr lang in den Billboard-Album-Charts.

## Titelliste
1. American Pie  8:33
2. Till Tomorrow  2:11
3. Vincent  3:55
4. Crossroads  3:34
5. Winterwood  3:09
6. Empty Chairs  3:24
7. Everybody Loves Me, Baby  3:37
8. Sister Fatima  2:31
9. The Grave  3:08
10. Babylon  1:40